# Église Saint-Pierre de Dampierre-sur-Boutonne
Pour les articles homonymes, voir Église Saint-Pierre.
L'église Saint-Pierre est une église catholique située à Dampierre-sur-Boutonne, en France.

## Localisation
L'église est située dans le département français de la Charente-Maritime, sur la commune de Dampierre-sur-Boutonne.

## Protection
L'église Saint-Pierre est classée au titre des monuments historiques en 1969.